# Maria Cristina de Oliveira
Maria Cristina Borges de Oliveira (nascida em 29 de agosto de 1959, em Belo Horizonte) é uma enxadrista brasileira que detém o título da FIDE de Woman International Master (WIM, 1977). Ela é duas vezes Campeã Brasileira de Xadrez Feminino (em 1975 e em 1986).

## Biografia
De meados da década de 1970 até o final da década de 1980, Maria Cristina de Oliveira foi uma das principais enxadristas brasileiras. Participou de diversos Campeonatos Brasileiros de Xadrez Feminino, onde conquistou duas medalhas de ouro: 1975 e 1986.
Em 1977, Maria Cristina de Oliveira atribuiu o título FIDE de Woman International Master (WIM).
Em 1978, Maria Cristina de Oliveira participou do Campeonato Mundial Feminino de Xadrez, em Rozendaal, e ficou em 12º lugar.
Maria Cristina de Oliveira jogou pelo Brasil na  27ª Olimpíada de Xadrez (feminino), realizada em Dubai em 1986.